# 咲方响
咲方響（日语：／ Sakata Hibiki，1999年3月9日—），出生于日本島根縣，是吉本興業所属的女搞笑藝人。

## 人物簡歷
- 2019年12月以第11名金蛋成員成為吉本興業成員。
- 初中時是足球俱樂部成員。

## 出演

### 電視節目
- 吉本新喜劇